# Adrian Thiess
Adrian Ragnar Thiess este un consultant politic și organizator de evenimente din România. Este cunoscut pentru aducerea la București a unor figuri și echipe de prim plan – precum Mihail Gorbaciov (2010) și FC Barcelona pentru amicalul cu Dinamo (2012) – precum și pentru implicarea în evenimente de snooker și turnee amicale de fotbal. În 2025 a fost organizatorul conferinței susținute la București de Donald Trump Jr.. 

## Biografie
Adrian Ragnar Thiess s-a născut la Sibiu, România. A intrat în spațiul public ca om de comunicare și consultant politic, ulterior implicându-se în organizarea unor evenimente sportive și culturale majore.

## Carieră
În aprilie 2010, Mihail Gorbaciov a participat la lansarea ziarului Puterea la București; Thiess a fost managerul proiectului și unul dintre oamenii care l-au întâmpinat pe fostul lider al URSS, inclusiv la aeroport, potrivit relatărilor presei și arhivei foto Agerpres.  
Pe 11 august 2012, pe Arena Națională, s-a disputat amicalul FC Dinamo București – FC Barcelona, eveniment organizat de Thiess împreună cu parteneri; meciul a avut o amplă acoperire media în România. 
În 2016–2018, prin parteneriatul McCann/Thiess Events, a promovat mai multe evenimente de snooker în România (expoziții cu Ronnie O'Sullivan și turnee sub egida World Snooker, inclusiv European Masters). 
În decembrie 2022, Thiess a organizat pe Arena Națională Superbet International Cup, un mini-turneu amical la care au participat Rapid, Borussia Dortmund și Fiorentina.
În 2025, Thiess a organizat conferința susținută la București de Donald Trump Jr., evenimentul fiind găzduit de Hotel Athénée Palace și însoțit de întâlniri cu oameni de afaceri și presă locală.  

## Apartenență masonică
Thiess și-a asumat public calitatea de mason. Într-un interviu acordat la 27 iunie 2008 pentru Evenimentul Zilei, el a declarat: „Da, sunt mason. În Ritul de York și în cel Scoțian”. Presa sportivă a consemnat de asemenea oficial această apartenență în profiluri biografice ulterioare.

## Achiziții notabile și mecenat
În 2016, a confirmat că a adjudecat la o licitație Artmark drapelul de luptă al unei legiuni a lui Avram Iancu (colecția Corneliu Vadim Tudor) la prețul de 105.000 euro, declarând că achiziția a fost un efort colectiv și că obiectul urmează a fi expus publicului în mai multe orașe din țară. 